# 亚姆哈德王国
亚姆哈德王国是公元前19世纪兴起的古叙利亚王国，位于今叙利亚阿勒颇，居民使用闪米特语。亚姆哈德王国曾与马里、卡特纳及古亚述帝国发生战争，后成为当时强大一时的国家。公元前18世纪中期，今叙利亚大部为亚姆哈德王国所统治。该王国最终被赫梯人灭亡并于公元前16世纪被米坦尼吞并。